# Sven Brisman den äldre
Sven Brisman den äldre, född 16 december 1752 i Ekby socken, Västergötland, död 16 juli 1816 i Skara, var en svensk språkman, poet och lanthushållare. Han var bror till Carl Brisman och farfars far till Sven Brisman.
Brisman var son till kyrkoherden i Ekby och Utby, Harald Brisman. Han blev elev vid gymnasiet i Skara 1768, student vid Uppsala universitet och studerade därefter även vid Greifswalds universitet, där han blev filosofie magister 1778 och docent i filosofi 1781 och engelsk språkmästare. Som respondent och preses låg han bakom sju avhandlingar i Greifswald 1778–1783. Efter att redan 1778 ha vunnit ett pris av Svenska Akademien utgav han 1780 kvädet Thersites. Han författade även ett engelskt-svenskt lexikon 1781 och 1783 en samling av poem, anekdoter med mera, Sammelsurium af allahanda småsaker. Då Svenska Akademien utlyste en tävling på ämnet Allmänna skådespels verkan på sederna författade Brisman en hyllning till teaterkonsten som förlänade honom akademiens guldmedalj. Han författade även några små prologer, som uppfördes på Gustav III:s födelsedagar 1783 och 1784.
Sven Brisman var systerson till den svenske pastorn i London Karl Noring, vilken ärvt en betydande förmögenhet av sin morbror. Norings son hade avlidit barnlös och med dennes änka, Kristina Maria von Strokirch gifte sig Brisman 1785. Genom giftermålet blev han ägare till Grunnevads säteri i Valstads socken, och blev nu lantbrukare. 1789 förlänades han med ekonomidirektörs titel. Frånsett ett misslyckat försök att genom sina akademiska och litterära meriter vinna ett lektorat i Skara förblev han därefter lantlivet trogen. Han författade även fortsättningsvis enstaka dikter, men främst vetenskapliga arbeten inom lantbruksnäringarna.
Han var en av stiftarna av Skaraborgs läns hushållningssällskap 1807 och blev dess förste sekreterare och ledamot av dess förvaltningsutskott 1811–1813. 1813 sålde Brisman Grunnevad och bosatte sig i Stockholm. Från 1813 var han ledamot av Lantbruksakademin.
Han publicerade även flera böcker om lanthushållning, statshushållning, potatisodling, samt Läran om tiderna eller Konsten att lefva för ståndspersoner på landet. Han var ledamot av Vetenskaps- och Vitterhetssamhället i Göteborg från 1782. År 1818 öppnade han lånebibliotek i Skara.
Sven Brisman gav 1815–1817 ut veckotidskriften Landtbruks-Tidningen.